# Ranking Mundial de Golfe Amador
O Ranking Mundial de Golfe Amador masculino (WAGR, na sigla em inglês) foi introduzido em 23 de janeiro de 2007 pela The Royal and Ancient Golf Club of St Andrews (R&A), a entidade esportiva que controla o golfe fora dos Estados Unidos e do México. Tem como base os resultados de mais de 26 000 torneios amadores por ano (e o resultado dos jogadores amadores que participam de eventos profissionais) e é atualizado a cada quarta-feira. Os rankings são baseados em desempenhos médios dos jogadores na contagem de eventos durante um período renovável. Inicialmente, este período era de 52 semanas, mas foi se expandindo gradualmente no decorrer de 2016 para 104 semanas, semelhantes aos do Ranking mundial de golfe. O raking feminino foi criado em fevereiro de 2011, tendo a jogadora de golfe Mitsuki Katahira como a primeira a ocupar o posto de número um.

## Cronologia de números um do ranking mundial masculino
| #    | Golfista             | País             | Primeira semana         | Semana passada          | Semanas | Semanas totais |
| ---- | -------------------- | ---------------- | ----------------------- | ----------------------- | ------- | -------------- |
| 1    | Richie Ramsay        | Escócia          | 23 de janeiro de 2007   | 30 de janeiro de 2007   | 2       | 2              |
| 2    | Rory McIlroy         | Irlanda do Norte | 6 de fevereiro de 2007  | 6 de fevereiro de 2007  | 1       | 1              |
| 3    | Jamie Moul           | Inglaterra       | 13 de fevereiro de 2007 | 30 de maio de 2007      | 17      | -              |
| 4    | Jamie Lovemark       | Estados Unidos   | 6 de junho de 2007      | 6 de junho de 2007      | 1       | -              |
| 03 ! | Jamie Moul           | Inglaterra       | 13 de junho de 2007     | 13 de junho de 2007     | 1       | 18             |
| 04 ! | Jamie Lovemark       | Estados Unidos   | 20 de junho de 2007     | 3 de agosto de 2007     | 7       | 8              |
| 5    | Rickie Fowler        | Estados Unidos   | 7 de agosto de 2007     | 21 de agosto de 2007    | 3       | -              |
| 6    | Colt Knost           | Estados Unidos   | 29 de agosto de 2007    | 24 de setembro de 2007  | 5       | 5              |
| 05 ! | Rickie Fowler        | Estados Unidos   | 5 de outubro de 2007    | 27 de fevereiro de 2008 | 22      | -              |
| 7    | Daniel Willett       | Inglaterra       | 5 de março de 2008      | 21 de maio de 2008      | 12      | 12             |
| 05 ! | Rickie Fowler        | Estados Unidos   | 28 de maio de 2008      | 25 de junho de 2008     | 5       | -              |
| 8    | Michael Thompson     | Estados Unidos   | 2 de julho de 2008      | 2 de julho de 2008      | 1       | 1              |
| 05 ! | Rickie Fowler        | Estados Unidos   | 9 de julho de 2008      | 13 de agosto de 2008    | 6       | 36             |
| 9    | Danny Lee            | Nova Zelândia    | 20 de agosto de 2008    | 15 de abril de 2009     | 34      | 34             |
| 10   | Scott Arnold         | Austrália        | 23 de abril de 2009     | 20 de maio de 2009      | 5       | 5              |
| 11   | Morgan Hoffmann      | Estados Unidos   | 27 de maio de 2009      | 10 de junho de 2009     | 2       | 2              |
| 12   | Nick Taylor          | Canadá           | 17 de junho de 2009     | 28 de outubro de 2009   | 20      | 20             |
| 13   | Victor Dubuisson     | França           | 4 de novembro de 2009   | 23 de dezembro de 2009  | 8       | 8              |
| 14   | Matteo Manassero     | Itália           | 30 de dezembro de 2009  | 28 de abril de 2010     | 18      | 18             |
| 15   | Peter Uihlein        | Estados Unidos   | 5 de maio de 2010       | 16 de junho de 2010     | 7       | -              |
| 16   | Jin Jeong            | Coreia do Sul    | 23 de junho de 2010     | 30 de junho de 2010     | 2       | -              |
| 15 ! | Peter Uihlein        | Estados Unidos   | 7 de julho de 2010      | 21 de julho de 2010     | 3       | -              |
| 16 ! | Jin Jeong            | Coreia do Sul    | 28 de julho de 2010     | 11 de agosto de 2010    | 3       | 5              |
| 15 ! | Peter Uihlein        | Estados Unidos   | 18 de agosto de 2010    | 22 de dezembro de 2010  | 19      | -              |
| 17   | David Chung          | Estados Unidos   | 29 de dezembro de 2010  | 5 de janeiro de 2011    | 2       | 2              |
| 15 ! | Peter Uihlein        | Estados Unidos   | 12 de janeiro de 2011   | 16 de março de 2011     | 10      | -              |
| 18   | Patrick Cantlay      | Estados Unidos   | 23 de março de 2011     | 23 de março de 2011     | 1       | -              |
| 15 ! | Peter Uihlein        | Estados Unidos   | 30 de março de 2011     | 1 de junho de 2011      | 10      | 49             |
| 18 ! | Patrick Cantlay      | Estados Unidos   | 8 de junho de 2011      | 13 de junho de 2011     | 54      | 55             |
| 19   | Jordan Spieth        | Estados Unidos   | 20 de junho de 2012     | 18 de julho de 2012     | 5       | 5              |
| 20   | Chris Williams       | Estados Unidos   | 25 de julho de 2012     | 25 de julho de 2012     | 1       | -              |
| 21   | Hideki Matsuyama     | Japão            | 1 de agosto de 2012     | 1 de agosto de 2012     | 1       | 1              |
| 20 ! | Chris Williams       | Estados Unidos   | 8 de agosto de 2012     | 12 de junho de 2013     | 45      | 46             |
| 22   | Brady Watt           | Austrália        | 19 de junho de 2013     | 19 de junho de 2013     | 1       | 1              |
| 23   | Cheng-tsung Pan      | Taiwan           | 26 de junho de 2013     | 14 de agosto de 2013    | 8       | 8              |
| 24   | Matthew Fitzpatrick  | Inglaterra       | 21 de agosto de 2013    | 16 de outubro de 2013   | 9       | -              |
| 25   | Cory Whitsett        | Estados Unidos   | 23 de outubro de 2013   | 27 de novembro de 2013  | 6       | 6              |
| 24 ! | Matthew Fitzpatrick  | Inglaterra       | 4 de dezembro de 2013   | 19 de fevereiro de 2014 | 12      | 21             |
| 26   | Patrick Rodgers      | Estados Unidos   | 26 de fevereiro de 2014 | 11 de junho de 2014     | 16      | 16             |
| 27   | Oliver Schniederjans | Estados Unidos   | 18 de junho de 2014     | 25 de março de 2015     | 41      | 41             |
| 28   | Jon Rahm             | Espanha          | 1 de abril de 2015      | 16 de setembro de 2015  | 25      | 25             |
| 29   | Maverick McNealy     | Estados Unidos   | 23 de setembro de 2015  | 21 de outubro de 2015   | 5       | 5              |
| 28 ! | Jon Rahm             | Espanha          | 28 de outubro de 2015   | 22 de junho de 2016     | 35      | 60             |
| 29 ! | Maverick McNealy     | Estados Unidos   | 29 de junho de 2016     | 17 de agosto de 2016    | 8       | 13             |

## Cronologia de números um do ranking mundial feminino
| #    | Jogadora          | País           | Primeira semana         | Última semana           | Semanas | Semanas totais |
| ---- | ----------------- | -------------- | ----------------------- | ----------------------- | ------- | -------------- |
| 1    | Mitsuki Katahira  | Japão          | 16 de fevereiro de 2011 | 2 de março de 2011      | 3       | -              |
| 2    | Cecilia Cho       | Nova Zelândia  | 9 de março de 2011      | 9 de março de 2011      | 1       | 1              |
| 01 ! | Mitsuki Katahira  | Japão          | 16 de março de 2011     | 20 de abril de 2011     | 6       | 9              |
| 3    | Lydia Ko          | Nova Zelândia  | 27 de abril de 2011     | 16 de outubro de 2013   | 130     | 130            |
| 4    | Su-Hyun Oh        | Austrália      | 23 de outubro de 2013   | 23 de outubro de 2013   | 1       | -              |
| 5    | Alison Lee        | Estados Unidos | 30 de outubro de 2013   | 20 de novembro de 2013  | 4       | -              |
| 04 ! | Su-Hyun Oh        | Austrália      | 27 de novembro de 2013  | 27 de novembro de 2013  | 1       | 2              |
| 05 ! | Alison Lee        | Estados Unidos | 4 de dezembro de 2013   | 19 de fevereiro de 2014 | 12      | 16             |
| 6    | Minjee Lee        | Austrália      | 26 de fevereiro de 2014 | 3 de setembro de 2014   | 28      | 28             |
| 7    | Brooke Henderson  | Canadá         | 10 de setembro de 2014  | 17 de dezembro de 2014  | 15      | 15             |
| 8    | Céline Boutier    | França         | 24 de dezembro de 2014  | 1 de abril de 2015      | 15      | 15             |
| 9    | Andrea Lee        | Estados Unidos | 8 de abril de 2015      | 6 de maio de 2015       | 5       | 5              |
| 10   | Leona Maguire     | Irlanda        | 13 de maio de 2015      | 4 de maio de 2016       | 52      | 52             |
| 11   | Hannah O'Sullivan | Estados Unidos | 11 de maio de 2016      | 27 de julho de 2016     | 12      | 12             |
| 10 ! | Leona Maguire     | Irlanda        | 3 de agosto de 2016     | 17 de agosto de 2016    | 3       | 55             |